# Argis

Argis este o comună în departamentul Ain din estul Franței.